# Старосельский, Всеволод Дмитриевич
Все́волод Дми́триевич Старосе́льский (7 марта 1875, Баку — 29 июня 1935) — русский офицер, командир Кабардинского конного полка и Персидской казачьей дивизии.

## Биография
Православный. Из дворян.
Сын Бакинского губернатора генерал-лейтенанта Дмитрия Семёновича Старосельского и княжны Екатерины Фадеевны (Тадеозовны) Гурамовой (Гурамишвили).

### Начало военной карьеры
1 сентября 1893 года поступил в Пажеский корпус. По окончании корпуса 12 августа 1895 года произведён корнетом в лейб-гвардии Уланский Её Величества полк.
С 3 марта 1900 по 17 июля 1905 года в запасе. 9 декабря 1904 года произведён в поручики гвардии. 20 апреля 1906 года переименован в штабс-ротмистры армейской кавалерии. 9 декабря 1908 года произведён в ротмистры. На 1 января 1909 года — адъютант помощника главнокомандующего Кавказским военным округом. Переименован в ротмистры гвардии в декабре 1912 года. С 1911 по 1913 год состоял адъютантом принца Александра Петровича Ольденбургского.

### Первая мировая война
В конце августа 1914 года добровольцем вступил в Кавказскую туземную конную дивизию. Был назначен помощником командира Татарского конного полка по строевой части. 30 сентября был произведён в подполковники. 24 марта 1916 года назначен командиром Кабардинского конного полка. 10 апреля 1916 года был произведён в полковники.

Из приказа командира Кавказской туземной конной дивизии генерал-лейтенанта князя Багратиона: 
Служба полковника Старосельского в боях — сплошной путь побед непосредственно подчиненных ему частей... Геройские дела в Карпатах в 1914 и 1915 годах в рядах Татар справедливо приковали сердца всадников и офицеров к личности Всеволода  Дмитриевича; победный бой Татар 15 февраля 1915 года в один голос всеми участниками признан делом его рук;  лихая  конная  атака  Кабардинцев 29 мая 1916 года у Лужан, когда взято было одних пленных 1300 австрийцев,— блестящая страница истории Кабардинского конного полка в период командования им полковником Старосельским.
Обе эти  победы должны были украсить грудь этого храбреца Георгиевскими крестами, к которым он представлен, но, к сожалению, еще не получил...
Кабардинский полк за время командования полковником Старосельским всегда был в блестящем состоянии... дисциплина же и высокорыцарские устои в этом доблестном полку всегда твердо держатся...
От лица службы сердечно благодарю полковника Старосельского за командование Кабардинским полком.
14 мая 1917 года назначен командиром гвардейского Конного полка, которым командовал до 9 августа 1917 года. После Октябрьской революции выехал в Персию, с начала 1918 по октябрь 1920 года командовал Персидской его величества шаха казачьей дивизией.
В 1924 году эмигрировал в США. Занимался сельским хозяйством на ранчо в Калифорнии.
Умер в 1935 году от апоплексического удара. Похоронен на кладбище Hollywood Forever в округе Лос-Анджелес штата Калифорния.